# Adolf Kußmaul

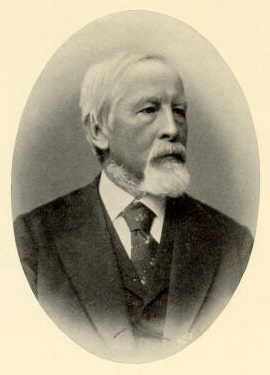
Adolf Kußmaul

Adolf Kußmaul, född den 22 februari 1822 i Groben nära Karlsruhe, död den 28 maj 1902, var en tysk läkare.
Kußmaul blev 1855 docent och 1857 e.o. professor i Heidelberg, ordinarie professor i invärtes medicin i Erlangen 1859, i Freiburg im Breisgau 1863 och i Strassburg 1876 samt levde sedan 1889 som privatman i Heidelberg. 
Kußmaul var en av sin tids mest betydande kliniska lärare och har såväl genom rent kliniska som genom experimentella undersökningar i väsentlig grad befordrat den vetenskapliga medicinens utveckling på många områden. Han har beskrivit och gett namn åt den så kallade Kussmaulandningen, ett slags hyperventilation som ses vid metabol acidos (ex diabetes ketoacidos) och kännetecknas av en långsam, djup inandning följt av en snabb utandning.